# Филипповское (Ярославская область)
Филипповское (Филиповское) — село в Рязанцевском сельском поселении Переславского района Ярославской области, входит в состав Дубровицкого сельского округа.

## География
Село расположено на речке Тошме в 20 км на северо-запад от центра поселения посёлка Рязанцево, в 22 км на северо-восток от райцентра Переславль-Залесского.

## История
В 1617 году Филиповское принадлежало Никитскому монастырю. Кем и когда приложено оно в монастырь, сведений о том не сохранилось. После секуляризации 1764 года Филиповское стало казённым селом.
В 1617 году здесь была церковь Иоакима и Анны, но к 1628 году она запустела. В 1702 году
прихожанами построена новая церковь в честь Богоотец Иоакима и Анны. Эта деревянная церковь сгорела в 1808 году.
В 1809 году прихожанами построен каменный храм. Престолов в нём два: в холодном во имя святых праведных Богоотец Иоакима и Анны, в приделе тёплом в честь Казанской иконы Божией Матери.
В конце XIX — начале XX века село входило в состав Погостовской волости Переславского уезда, с 1926 года — в составе Елизаровской волости.

## Население
| 1859 | 1905 | 1926 | 2007 | 2010 |
| ---- | ---- | ---- | ---- | ---- |
| 390  | ↗541 | ↗688 | ↘35  | ↘21  |